# Joannovics György
Joannovics György (Gheorghe/George Ioanovici, Temesvár, 1821. november 24. – Budapest, 1909. január 10.) magyarországi román nemzetiségű politikus, nyelvész, újságíró, a Magyar Tudományos Akadémia levelező (1867), majd tiszteleti (1881) tagja.

## Életútja
Macedóniából bevándorolt román családból származott, apja vette fel a Joannovics/Ioanovici családnevet. Középiskolai tanulmányait a Temesvári Katolikus Főgimnáziumban végezte, majd a Pesti Királyi Tudományegyetemen bölcseletet, a Pozsonyi Királyi Jogakadémián pedig jogot tanult. Ügyvédi oklevelét 1842-ben szerezte meg. Ugyanebben az évben csatlakozott a reformellenzékhez, és tevékenyen részt vett szűkebb pátriája, Temes és Krassó vármegyék, valamint Temesvár közéletében. Az 1847–1848. évi pozsonyi országgyűlésen Temesvár követeként vett részt. Csatlakozott az Ellenzéki Körhöz, és a Kossuth Lajos szerkesztette Pesti Hírlap munkatársaként is dolgozott. 1849-ben Krassó vármegye másodalispáni hivatalát viselte, s minthogy e tisztség viselőjeként is támogatta a magyar függetlenségi törekvéseket, a világosi fegyverletételt követően, 1849 augusztusában elmenekült az országból. Egy évig törökországi emigrációban élt, de végül 1850-ben hazatért. 1851–1852-ben részt vett a Makk József vezette Habsburg-ellenes szervezkedésben, amelynek bukása után tizenkét év várfogságra ítélték. 1854 és 1857 között a pesti, bécsújhelyi és olmützi börtönökben raboskodott, az 1857. évi általános amnesztiával azonban ő is visszanyerte szabadságát.
Az Anton von Schmerling nevével fémjelzett, 1861 és 1867 közötti neoabszolutisztikus kormányzati időszak beköszöntével felhagyott a közvetlen politizálással, és nyelvészeti kutatásokkal, valamint újságírással foglalkozott mint a Magyarország, az Ország, és a Pesti Napló című lapok munkatársa. Tárcáiban az 1848-as alkotmányt védelmezte, valamint a horvát-szlavón–magyar egység eszméjét hirdette.
Az 1860-as évek közepén újra belevetette magát a politikai küzdelmekbe. 1865-től 1881-ig a bogsáni választókerület országgyűlési képviselője volt. A kormányon lévő Deák-pártot képviselte, az 1875. évi pártegyesítést követően pedig a Szabadelvű Párt tagja lett, végül rövid pártonkívüli időszakot követően, 1878-tól az Egyesült Ellenzékhez tartozott. Többnyire kisebbségpolitikai kérdésekben hallatta hangját, illetve 1878-as nagy hatású felszólalásaiban tiltakozott Bosznia okkupációja ellen is. 1865-től 1867-ig a képviselőház jegyzője, 1867-től 1871-ig az Eötvös József vezette vallás- és közoktatásügyi minisztérium államtitkára volt. Államtitkárként legfontosabb feladata a görögkeleti szerb és román egyházi önkormányzat törvényi rendezésének előkészítése volt, ezen minőségében részt vett a nagyszebeni érseki zsinaton is. 1881 után visszavonult a politikától.

## Munkássága
Politikai tevékenysége mellett nyelvészi munkássága is jelentős, különösen a magyar nyelv alaktani és mondattani kérdései foglalkoztatták (pl. az ikes igék, a -nak/-nek rag és a fosztóképző). Miután 1867-ben a Magyar Tudományos Akadémia levelező tagjává választották, székfoglaló előadását is e témakörben, Némely újabb szó alkotásáról címmel tartotta meg (1869). A magyar hangsúllyal és szórenddel kapcsolatos kérdések is élénken foglalkoztatták. Ez utóbbiról tanúskodik például az MTA 1881-es tiszteleti tagjává választását követő, 1886-os székfoglaló előadása is (Szórendi tanulmányok). Nyelvművelőként, a Magyar Nyelvőr szerzői körének aktív tagjaként az ortológia híve volt. Két nagyobb lélegzetű munkájában (Értsük meg egymást, Végtelen kérdés) Ballagi Mórral szemben azt hangsúlyozta, hogy a 19. század végére a nyelvújítás véget ért, már nincsenek különösebb ellentétek a neológia és az ortológia hívei közt. Közreműködött a jogi szakszótár szerkesztőbizottsági munkálataiban is.

### Szabadkőműves pályafutása
A kiegyezés után újjáalakult hazai szabadkőműves-mozgalomban a kezdetektől részt vett, az elsőként megalakult Corvin Mátyás páholyba vették fel. Még ez év végére eljutott a mester fokozatig, rövidesen végigjárta a skót rítus fokozatait is, és megválasztották a 33-as Nagytanács elnökévé. Ezután átlépett a Humboldt páholyba; az Eötvös, a Könyves Kálmán, valamint a Libertas páholy tiszteletbeli tagja is volt. 1871. november 26-ától a két nagypáholy egyesüléséig (1886) a Magyarországi Nagy Oriens, majd 1897–1909 között a Magyarországi Symbolikus Nagypáholy nagymestere volt.

### Társasági tagságai és elismerései
1867-ben a Magyar Tudományos Akadémia levelező, majd 1881-ben tiszteleti tagjává választották, 1883 és 1895 között az MTA Nyelvtudományi Bizottságának elnöki tisztét is ellátta. 1867-től a Kisfaludy Társaság tagja. Mivel kiemelten fontosnak tartotta a tudomány-népszerűsítést és a nők művelését, kezdeményezője és első elnöke volt az 1894-ben alapított Szabad Líceum Egyesületnek, a mai Tudományos Ismeretterjesztő Társulat (TIT) elődjének.

## Főbb művei
- Néhány újabb szó alkotásáról. Nyelvtudományi Közlemények,VII. évf. 3. sz. (1869) 321–332.
- Adalékok a magyar szóalkotás kérdéséhez. Értekezések a nyelv- és széptudományok köréből, II. köt. 3. sz. Pest: Eggenberger.1870.
- Az ik-es igékről. Értekezések a nyelv- és széptudományok köréből, VI. köt. 10. sz. Budapest: Magyar Tudományos Akadémia Könyvkiadó. 1877.
- Értsük meg egymást: Az orthologia s neologia ügyében. Értekezések a nyelv- és széptudományok köréből, X. köt. 4. sz. Budapest: Magyar Tudományos Akadémia Könyvkiadó. 1882.
- Szórendi tanulmányok I–II. Értekezések a nyelv- és széptudományok köréből, XIII. kötet 10. sz., XIV. köt. 2. sz. Budapest: Magyar Tudományos Akadémia. 1887 I. II.

## További irodalom
- Balassa József:  Joannovics György.  Magyar Nyelvőr,  XXXVIII. évf. évf.  4. sz. sz. (1909)   145–147. o.
- Gheorghe Ioanovici (1821–1909). In  Maria Berényi: Familii şi personalităţi macedoromâne din Pesta (Secolele XVIII–XIX). Giula: Institutul de Cercetări al Românilor din Ungaria. 2017.   533–560. o. ISBN 978-615-5369-13-1
- Ionel Cionchin:  Gheorghe Ioanovici de Duleu şi Valea Mare.  Orizonturi culturale italo-romane,  XII. évf. évf.  10. sz. sz. (2022)